# С любовью и яростью
«С любовью и яростью» (фр. Avec amour et acharnement) — фильм французского режиссёра Клер Дени, премьера которого состоялась в феврале 2022 года на 72-м Берлинском кинофестивале. Главные роли в нём сыграли Жюльет Бинош, Венсан Линдон, Мати Диоп. Картина получила «Серебряного медведя» за лучшую режиссуру.

## Сюжет
Главные герои фильма — женщина по имени Сара и её любовник Жан. Внезапное появление Франсуа, друга Жана, в прошлом встречавшегося с Сарой, ставит под угрозу отношения героев и заставляет их переосмыслить свою жизнь.

## В ролях
- Жюльет Бинош — Сара
- Венсан Линдон — Жан
- Бюль Ожье — Нелли
- Мати Диоп — Габриэль
- Грегуар Колен — Франсуа

## Создание и оценки
Съёмки фильма завершились в январе 2021 года в Париже. Они проходили в условиях пандемии ковида, которая присутствует на экране. Премьера состоялась 12 февраля 2022 года на 72-м Берлинском кинофестивале. 31 августа того же года картина вышла в театральный прокат во Франции.
На сайте-агрегаторе отзывов Rotten Tomatoes картина получила рейтинг 84 % со средней оценкой 7,1 из 10. Рецензенты с этого ресурса охарактеризовали её как «драму, которая глубоко ранит» благодаря качественной работе Клер Дени и Жюльет Бинош. На сайте Metacritic фильм получил 73 балла из 100, что означает «в целом положительные» отзывы. Питер Брэдшоу (The Guardian) оценил его на три звезды из пяти, назвав «интригующим, но надуманным, и разочаровывающим, но исполненным на высочайшем уровне чувственной убедительности». Дэвид Руни (The Hollywood Reporter) похвалил «психологически проницательный» сценарий, качественную операторскую работу и «лазерно-сфокусированную» режиссуру Дени, отметил «строгий отказ от сентиментальности» и «непринуждённую естественность и изящество», с которыми сняты сексуальные сцены. Гай Лодж из Variety написал в своей рецензии о «необычайно элегантной геометрии» любовного треугольника в фильме, о «богатой фантазии Дени», о широком эмоциональном диапазоне в игре Бинош и Дени. Кевин Махер из The Times оценил фильм на четыре звезды из пяти, отметив «отличную форму» Бинош и полное взаимопонимание между ней и режиссёром.
По словам рецензента «Лента.ру», фильм «так долго притворяется основательной психологической драмой, что можно и не заметить, как ближе к финалу вдруг сворачивает на территорию сатирической комедии — причем настолько безжалостной, что смех успевает застрять в горле». Зинаида Пронченко сочла игру актёров слишком экзальтированной, Андрей Плахов счёл фильм в целом очень слабым: по его словам, в этой картине «Клер Дени, презрев свою радикальную репутацию, тщетно пытается актуализировать нафталинный любовный треугольник приметами современности в виде антиковидных масок и чернокожего подростка в поисках идентичности». Для Дениса Рузаева «Обе стороны лезвия» — самый спорный фильм в творчестве Дени.
Картина получила «Серебряного медведя» за лучшую режиссуру.